# Jacques Mézard
Jacques Mézard (Aurillac, 3 december 1947) is een Frans politicus die sinds 12 maart 2019 lid is van de Grondwettelijke Raad. Hij was minister van Landbouw en Voeding in de regering-Philippe I en minister van Territoriale cohesie in de regering-Philippe II tot zijn ontslag op 16 oktober 2018.

## Levensloop
Jacques Mézard was aangesloten bij de Parti radical de gauche en werd verkozen tot senator voor het departement Cantal in 2008.
Hij is een zoon van Jean Mézard, promoveerde in de rechten en werd advocaat.
Hij werd gemeenteraadslid in Aurillac en werd voorzitter van de agglomeratieraad voor de streek van Aurillac. Na zijn verkiezing tot senator in 2008 werd hij voorzitter van de senaatsgroep van links-radicalen in 2011.
In januari 2012 nam hij het initiatief om aan de Grondwettelijke Raad de vraag voor te leggen of de wet wel conform de grondwet is die verbiedt genocides te contesteren wanneer ze als dusdanig door de wet zijn erkend. De wet heeft een algemene draagwijdte maar had meer bepaald betrekking op de Armeense Genocide. Tweeëntachtig parlementsleden steunden zijn initiatief. In februari 2012 werd de wet als strijdig met de grondwet beoordeeld door het Hof.
In oktober 2014 kreeg hij dertien stemmen bij de eerste ronde voor de verkiezing van Senaatsvoorzitter.
Voor de presidentsverkiezingen van 2017 steunde hij Emmanuel Macron.

### Minister
Op 17 mei 2017 werd hij benoemd tot minister van Landbouw en Voeding in de regering-Philippe I. Op 21 juni 2017 volgde hij Richard Ferrand op als minister van Territoriale cohesie, de verzamelnaam voor de bevoegdheden van ruimtelijke ordening, huisvesting, lokale besturen en platteland. Hij stapt op op 16 oktober 2018.

### Grondwettelijke Raad
Mézard keert terug in de Senaat op 17 november 2018. Hij treedt af op 3 maart 2019, voor zijn benoeming tot de Grondwettelijke Raad bij president Macron.